# ビルフィッシュ (原子力潜水艦)
|           |                                   |
| 艦歴      |                                   |
| 発注:     | 1966年7月15日                     |
| 起工:     | 1968年9月20日                     |
| 進水:     | 1970年5月1日                      |
| 就役:     | 1971年3月12日                     |
| 退役:     | 1999年7月1日                      |
| 除籍:     | 1999年7月1日                      |
| その後:   | 原子力艦再利用プログラム          |
| 性能諸元  |                                   |
| 排水量:   | 基準：3,957トン、 満載：4,254トン |
| 全長:     | 89 m (292 ft)                     |
| 全幅:     | 9.7 m (32 ft)                     |
| 吃水:     | 8.8 m (29 ft)                     |
| 機関:     | S5W reactor                       |
| 最大速:   |                                   |
| 乗員:     | 士官14名、兵員95名                |
| 兵装:     |                                   |
| モットー: |                                   |

ビルフィッシュ (USS Billfish, SSN-676) は、アメリカ海軍のスタージョン級原子力潜水艦の27番艦。艦名はガーやフウライカジキの様に鋭いあごを持つ魚の総称である「ビルフィッシュ」に因んで命名された。その名を持つ艦としてはバラオ級潜水艦2番艦(SS-286)以来2隻目。

## 艦歴
ビルフィッシュの建造は1966年7月15日にコネチカット州グロトンのジェネラル・ダイナミクス、エレクトリック・ボート社に発注され、1968年9月20日に起工した。1970年5月1日にアール・G・ウィーラー夫人によって命名、進水し、1971年3月12日にリチャード・M・ヒューズ艦長の指揮下就役する。
ビルフィッシュは1999年7月1日に退役し、同日除籍された。その後ワシントン州ブレマートンで原子力艦再利用プログラムの下2000年4月26日に解体された。
ビルフィッシュは、1980年代にDSRV運搬可能な数少ない潜水艦のうちの1隻であった。